# Triển lãm thường trực về Đường sắt khổ hẹp Pomerania ở Gryfice
Triển lãm thường trực về Đường sắt khổ hẹp Pomerania ở Gryfice (tiếng Ba Lan: Stała Wystawa Pomorskich Kolei Wąskotorowych w Gryficach) là một cuộc triển lãm hiện được bố trí tại số 2 phố Błonie, Gryfice, Ba Lan. Diện tích của khu vực triển lãm là 5,5 ha.

## Lịch sử
Bảo tàng ngoài trời về đầu máy hơi nước ở Gryfice được chính thức thành lập vào năm 1973. Bộ sưu tập của bảo tàng bao gồm các đầu máy hơi nước không còn sử dụng của Đường sắt đi lại Pomerania. Vào năm 1978, bảo tàng ngoài trời này trở thành một chi nhánh của Bảo tàng Đường sắt ở Warsaw (lúc bấy giờ do Bộ Giao thông Vận tải quản lý), và được đặt tên là Triển lãm Thường trực về Kho cán ở Gryfice. Các hiện vật trưng bày được chuyển đến địa điểm triển lãm hiện tại từ năm 1993. Ngoài triển lãm đầu máy hơi nước, địa điểm này còn triển lãm các mô hình đường sắt và các hiện vật liên quan đến ngành đường sắt.
Vào năm 2009, Bảo tàng Đường sắt ở Warsaw được tỉnh Mazowieckie tiếp quản. Do đó, bảo tàng đã quyết định giải thể các chi nhánh của bảo tàng bên ngoài tỉnh, bao gồm cả bảo tàng ngoài trời ở Gryfice. Tuy nhiên, một thỏa thuận đã được ký kết vào ngày 31 tháng 5 năm 2010. Theo đó, từ ngày 1 tháng 7 cùng năm, bảo tàng ngoài trời được tỉnh Tây Pomerania tiếp quản và trở thành chi nhánh của Bảo tàng Quốc gia ở Szczecin.